# To Cry You a Song: A Collection of Tull Tales
To Cry You a Song: A Collection of Tull Tales fue un disco de tributo a los Jethro Tull lanzado al mercado en 1996 e interpretado por diversos artistas.
Cabe destacar la participación en el disco de Keith Emerson, además de los exmiembros de Jethro Tull Dave Pegg, Mick Abrahams, Glenn Cornick y Clive Bunker (estos tres últimos, componentes de la formación original). 

## Lista de temas
| #   | Título                    | Versión/Autor*        | Tiempo |
| --- | ------------------------- | --------------------- | ------ |
| 1.  | "A Tull Tale"             | (Magellan)*           | 2:35   |
| 2.  | "Aqualung"                | (Magellan)            | 8:09   |
| 3.  | "Up the 'Pool"            | (Roy Harper)          | 3:01   |
| 4.  | "Nothing is Easy"         | (John Wetton)         | 4:17   |
| 5.  | "Mother Goose"            | (Lief Sorbye)         | 4:23   |
| 6.  | "Minstrel in the Gallery" | (Robert Berry)        | 5:22   |
| 7.  | "One Brown Mouse"         | (Echolyn)             | 3:15   |
| 8.  | "Cat's Squirrel"          | (Charlie Musselwhite) | 5:52   |
| 9.  | "To Cry You a Song"       | (Glenn Hughes)        | 5:10   |
| 10. | "A New Day Yesterday"     | (Robby Steinhardt)    | 3:59   |
| 11. | "Teacher"                 | (Wolfstone)           | 3:58   |
| 12. | "Living in the Past"      | (Keith Emerson)       | 3:21   |
| 13. | "Locomotive Breath"       | (Tempest)             | 4:32   |
| 14. | "Life's a Long Song"      | (Dave Pegg)           | 2:45   |